# Liga dos Campeões da UEFA de 1992–93
A Liga dos Campeões da UEFA de 1992–93 foi a 38ª edição da competição e o primeiro com novo formato. Foi a segunda edição com a fase de grupos envolvendo oito equipes, sendo quatro em cada grupo.

## Fase Preliminar
| Equipe 1           | Total | Equipe 2           | 1.º jogo | 2.º jogo |
| ------------------ | ----- | ------------------ | -------- | -------- |
| Shelbourne         | 1–2   | Tavriya Simferopol | 0–0      | 1–2      |
| Valletta           | 1–3   | Maccabi Tel Aviv   | 1–2      | 0–1      |
| KÍ                 | 1–6   | Skonto             | 1–3      | 0–3      |
| Olimpija Ljubljana | 5–0   | Norma Tallinn      | 3–0      | 2–0      |

## Primeira fase
| Equipe 1          | Total   | Equipe 2               | 1.º jogo | 2.º jogo   |
| ----------------- | ------- | ---------------------- | -------- | ---------- |
| IFK Göteborg      | 3–2     | Beşiktaş               | 2–0      | 1–2        |
| Lech Poznań       | 2–0     | Skonto                 | 2–0      | 0–0        |
| Rangers           | 3–0     | Lyngby                 | 2–0      | 1–0        |
| Stuttgart         | 4–4     | Leeds United           | 3–0      | 1–4        |
| Slovan Bratislava | 4–1     | Ferencváros            | 4–1      | 0–0        |
| Milan             | 7–0     | Olimpija Ljubljana     | 4–0      | 3–0        |
| Kuusysi Lahti     | 1–2     | Dinamo Bucureşti       | 1–0      | 0–2(pror.) |
| Glentoran         | 0–8     | Olympique de Marseille | 0–5      | 0–3        |
| Maccabi Tel Aviv  | 0–4     | Brugge                 | 0–1      | 0–3        |
| Austria Viena     | 5–4     | CSKA Sofia             | 3–1      | 2–3        |
| Sion              | 7–2     | Tavriya Simferopol     | 4–1      | 3–1        |
| Union Luxembourg  | 1–9     | Porto                  | 1–4      | 0–5        |
| AEK Atenas        | (fc)3–3 | APOEL                  | 1–1      | 2–2        |
| PSV Eindhoven     | 8–0     | FK Žalgiris            | 6–0      | 2–0        |
| Víkingur          | 2–5     | CSKA Moscou            | 0–1      | 2–4        |
| Barcelona         | 1–0     | Viking                 | 1–0      | 0–0        |

Notas:
1. ↑  Stuttgart tinha vencido no número de gols fora de casa; entretanto, durante a segunda partida, Stuttgart substituiu um jogador pela quarta vez. O máximo era de três substituições por equipe. A partida encerrou com a vitória do Leeds United com o placar de 3–0, 3–3 no placar agregado com não diferenciação no número de gols fora de casa. Houve uma terceira partida em Barcelona, com a vitória do Leeds United por 2–1.

## Segunda fase
| Equipe 1          | Total   | Equipe 2      | 1.º jogo | 2.º jogo |
| ----------------- | ------- | ------------- | -------- | -------- |
| IFK Göteborg      | 4–0     | Lech Poznań   | 1–0      | 3–0      |
| Rangers           | 4–2     | Leeds United  | 2–1      | 2–1      |
| Slovan Bratislava | 0–5     | Milan         | 0–1      | 0–4      |
| Dinamo Bucureşti  | 0–2     | Marseille     | 0–0      | 0–2      |
| Club Brugge       | (fc)3–3 | Áustria Viena | 2–0      | 1–3      |
| Sion              | 2–6     | Porto         | 2–2      | 0–4      |
| AEK Atenas        | 1–3     | PSV           | 1–0      | 0–3      |
| CSKA Moscou       | 4–3     | Barcelona     | 1–1      | 3–2      |

## Fase de grupos

### Grupo A
| Equipe      | J | V | E | D | GP | GC | SG  | Pts |
| ----------- | - | - | - | - | -- | -- | --- | --- |
| Marseille   | 6 | 3 | 3 | 0 | 14 | 4  | +10 | 9   |
| Rangers     | 6 | 2 | 4 | 0 | 7  | 5  | +2  | 8   |
| Club Brugge | 6 | 2 | 1 | 3 | 5  | 8  | −3  | 5   |
| CSKA Moscou | 6 | 0 | 2 | 4 | 2  | 11 | −9  | 2   |

| 1ª rodada   |     |             |
| Club Brugge | 1–0 | CSKA Moscou |
| Rangers     | 2–2 | Marseille   |
| 2ª rodada   |     |             |
| Marseille   | 3–0 | Club Brugge |
| CSKA Moscou | 0–1 | Rangers     |
| 3ª rodada   |     |             |
| Club Brugge | 1–1 | Rangers     |
| CSKA Moscou | 1–1 | Marseille   |
| 4ª rodada   |     |             |
| Marseille   | 6–0 | CSKA Moscou |
| Rangers     | 2–1 | Club Brugge |
| 5ª rodada   |     |             |
| Marseille   | 1–1 | Rangers     |
| CSKA Moscou | 1–2 | Club Brugge |
| 6ª rodada   |     |             |
| Club Brugge | 0–1 | Marseille   |
| Rangers     | 0–0 | CSKA Moscou |

### Grupo B
| Equipe       | J | V | E | D | GP | GC | SG  | Pts |
| ------------ | - | - | - | - | -- | -- | --- | --- |
| Milan        | 6 | 6 | 0 | 0 | 11 | 1  | +10 | 12  |
| IFK Göteborg | 6 | 3 | 0 | 3 | 7  | 8  | −1  | 6   |
| Porto        | 6 | 2 | 1 | 3 | 5  | 5  | 0   | 5   |
| PSV          | 6 | 0 | 1 | 5 | 4  | 13 | −9  | 1   |

| 1ª rodada    |     |              |
| Milan        | 4–0 | IFK Göteborg |
| Porto        | 2–2 | PSV          |
| 2ª rodada    |     |              |
| PSV          | 1–2 | Milan        |
| IFK Göteborg | 1–0 | Porto        |
| 3ª rodada    |     |              |
| Porto        | 0–1 | Milan        |
| PSV          | 1–3 | IFK Göteborg |
| 4ª rodada    |     |              |
| Milan        | 1–0 | Porto        |
| IFK Göteborg | 3–0 | PSV          |
| 5ª rodada    |     |              |
| IFK Göteborg | 0–1 | Milan        |
| PSV          | 0–1 | Porto        |
| 6ª rodada    |     |              |
| Milan        | 2–0 | PSV          |
| Porto        | 2–0 | IFK Göteborg |

## Final
A final foi disputada em 26 de maio de 1993 no Estádio Olímpico em Munique na Alemanha.
| 26 de maio de 1993 | Marseille | 1 – 0     | Milan | Estádio Olímpico de Munique, Munique            |
| 26:85              | Boli 43'  | Relatório |       | Público: 64 400 Árbitro: SWI Kurt Röthlisberger |

## Premiação
| Liga dos Campeões da UEFA de 1992-93 |
| França                               |
| ------------------------------------ |
| Olympique de Marseille (1º título)   |

## Estatísticas

### Artilharia
| Pos. | Jogador          | Equipe        | Gols |
| ---- | ---------------- | ------------- | ---- |
| 1    | Romário          | PSV Eindhoven | 7    |
| 2    | Marco van Basten | Milan         | 6    |
| 2    | Franck Sauzée    | Marseille     | 6    |
| 2    | Alen Bokšić      | Marseille     | 6    |
| 5    | Johnny Ekström   | Göteborg      | 5    |
| 6    | Marco Simone     | Milan         | 4    |
| 6    | Gert Verheyen    | Club Brugge   | 4    |
| 6    | Zé Carlos        | Porto         | 4    |
| 6    | Emil Kostadinov  | Porto         | 4    |
| 6    | Túlio Maravilha  | Sion          | 4    |